# 高去寻
高去寻（1909年—1991年），字晓梅，男，河北安新人，中国考古学家，中央研究院历史语言研究所原所长，中央研究院院士。